# Korttidsarbete
Korttidsarbete är en reglering av arbetstid för att möta tillfällig arbetsbrist hos ett företag, som ett alternativ till uppsägning. Det finns olika system för korttidsarbete, där offentlig sektor i vissa fall betalar ut ersättning för löneminskningen.

## Korttidsarbete i Sverige 2020
Med anledning av coronavirusutbrottet i Sverige beslutade regeringen att införa korttidsarbete, även kallat korttidspermittering, vilket innebär att företag kan minska arbetstiden för anställda samtidigt som de anställda genom statligt stöd behåller 88–96 procent av lönen. Denna typ av korttidsarbete ska gälla under 2020.
Kostnadsfördelningen vid olika nivåer av korttidsarbete:
| Nivå | Minskad arbetstid | Minskad lön | Arbets- givaren | Staten | Minskad kostnad för arbetsgivaren |
| ---- | ----------------- | ----------- | --------------- | ------ | --------------------------------- |
| 1    | 20 %              | 4 %         | 1 %             | 15 %   | 19 %                              |
| 2    | 40 %              | 6 %         | 4 %             | 30 %   | 36 %                              |
| 3    | 60 %              | 7,5 %       | 7,5 %           | 45 %   | 52,5 %                            |
| 4    | 80 %              | 12 %        | 8 %             | 60 %   | 72 %                              |

Kostnadsfördelningen gäller för löner upp till 44 000 kronor per månad. För den del av lönen som överstiger 44 000 kronor per månad ges inget statligt stöd. Arbetstagaren avstår ingen del av den lön som överstiger 44 000 kronor per månad såvida det inte avtalas mellan parterna.